# Cyphopterum salvagensis
Cyphopterum salvagensis är en insektsart som beskrevs av Lindberg 1959. Cyphopterum salvagensis ingår i släktet Cyphopterum och familjen Flatidae. Inga underarter finns listade i Catalogue of Life.